# Radio Azadi
 (mars 2025).
Radio Free Afghanistan - devenue Radio Azadi - est une station de radio diffusée en Afghanistan par les gouvernements américains et afghans. Il s’agit d’une extension de Radio Free Europe.

## Histoire
La radio a connu deux périodes d’existence. La première s’étend de 1985 à 1993 durant laquelle elle diffuse des messages anti-soviétiques pour encourager la population à résister à l’invasion russe. Ressuscitée en janvier 2002, Radio Free Afghanistan encourage la transition vers un gouvernement démocratique.

## Programmes
La station diffuse 12 heures par jour en pachto et en dari.